# Società Ginnastica Gallaratese 1938-1939
Questa voce raccoglie le informazioni riguardanti la Società Ginnastica Gallaratese nelle competizioni ufficiali della stagione 1938-1939.

## Rosa
| N. |                   | Ruolo | Calciatore             |
| -- | ----------------- | ----- | ---------------------- |
|    | Italia (bandiera) | D     | Antonio Bernacchi      |
|    | Italia (bandiera) | C     | Gian Carlo Bossi (III) |
|    | Italia (bandiera) | C     | Renzo Ciuti            |
|    | Italia (bandiera) | A     | Riccardo Colombo       |
|    | Italia (bandiera) | A     | Stefano Cornelio       |
|    | Italia (bandiera) | D     | Vittorio Costantini    |
|    | Italia (bandiera) | A     | Luigi Facchini         |
|    | Italia (bandiera) | D     | Riccardo Gastaldi      |
|    | Italia (bandiera) | D     | Eugenio Grandi (I)     |
|    | Italia (bandiera) | A     | Manfredo Grandi (II)   |
|    | Italia (bandiera) | C     | Giovanni Granotti      |

| N. |                   | Ruolo | Calciatore       |
| -- | ----------------- | ----- | ---------------- |
|    | Italia (bandiera) | A     | Rino Lattuada    |
|    | Italia (bandiera) |       | Natale Luoni     |
|    | Italia (bandiera) | A     | Martegani        |
|    | Italia (bandiera) | C     | Sergio Montipò   |
|    | Italia (bandiera) |       | Aurelio Piazza   |
|    | Italia (bandiera) | A     | Rota             |
|    | Italia (bandiera) | C     | Luigi Sforzini   |
|    | Italia (bandiera) | P     | Pietro Stringa   |
|    | Italia (bandiera) | A     | Umberto Tosi     |
|    | Italia (bandiera) |       | Virginio Vismara |
|    | Italia (bandiera) | P     | Giulio Zaro      |